# Kanton Rostrenen
Rostrenen is een kanton van het Franse departement Côtes-d'Armor. Het kanton maakt deel uit van het arrondissement Guingamp.

## Gemeenten
Het kanton Rostrenen omvatte tot 2014 de volgende 6 gemeenten:
- Glomel
- Kergrist-Moëlou
- Plouguernével
- Plounévez-Quintin
- Rostrenen (hoofdplaats)
- Trémargat

Bij de herindeling van de kantons door het decreet van 13 februari 2014, met uitwerking op 22 maart 2015, werden daar 23 gemeenten aan toegevoegd.
Op 1 januari 2017 weden de gemeenten Laniscat, Perret en Saint-Gelven samengevoegd tot de fusiegemeente (commune nouvelle) Bon Repos sur Blavet.
Sindsdien omvat het kanton volgende 27 gemeenten:
- Bon Repos sur Blavet
- Canihuel
- Glomel
- Gouarec
- Kergrist-Moëlou
- Lanrivain
- Lescouët-Gouarec
- Locarn
- Maël-Carhaix
- Mellionnec
- Le Moustoir
- Paule
- Peumerit-Quintin
- Plélauff
- Plévin
- Plouguernével
- Plounévez-Quintin
- Rostrenen
- Saint-Connan
- Saint-Gilles-Pligeaux
- Saint-Igeaux
- Saint-Nicolas-du-Pélem
- Sainte-Tréphine
- Trébrivan
- Treffrin
- Trémargat
- Tréogan